# František Rada
František Rada (2. října 1910 Kelč – 1. ledna 1979 tamtéž) byl český řezbář a restaurátor.

## Život
František Rada se narodil 2. října 1910 v Kelči do rodiny Vincence Rady. Po základní škole šel na státní dřevařskou školu ve Valašském Meziříčí. Na popud kamarádů pak studoval na vysoké umělecko-průmyslové škole v Praze, kde ho učil prof. Karel Dvořák. Povoláním byl sochař a řezbář v Žatci.

## Díla
František pracoval na několika významných dílech. Např. se podílel na dokončování sousoší Cyrila a Metoděje na Karlově mostě. Další jeho významné dílo bylo i Smutek. Je možno zmínit i pomník Osvobození, který se nachází na Kruhovém náměstí v Žatci. Pracoval též na sochách Narození a Malínským. Kromě soch vyřezával i betlémy. Jeden jeho betlém se nachází v kostele Sv. Josefa v Senetářově.

## Galerie

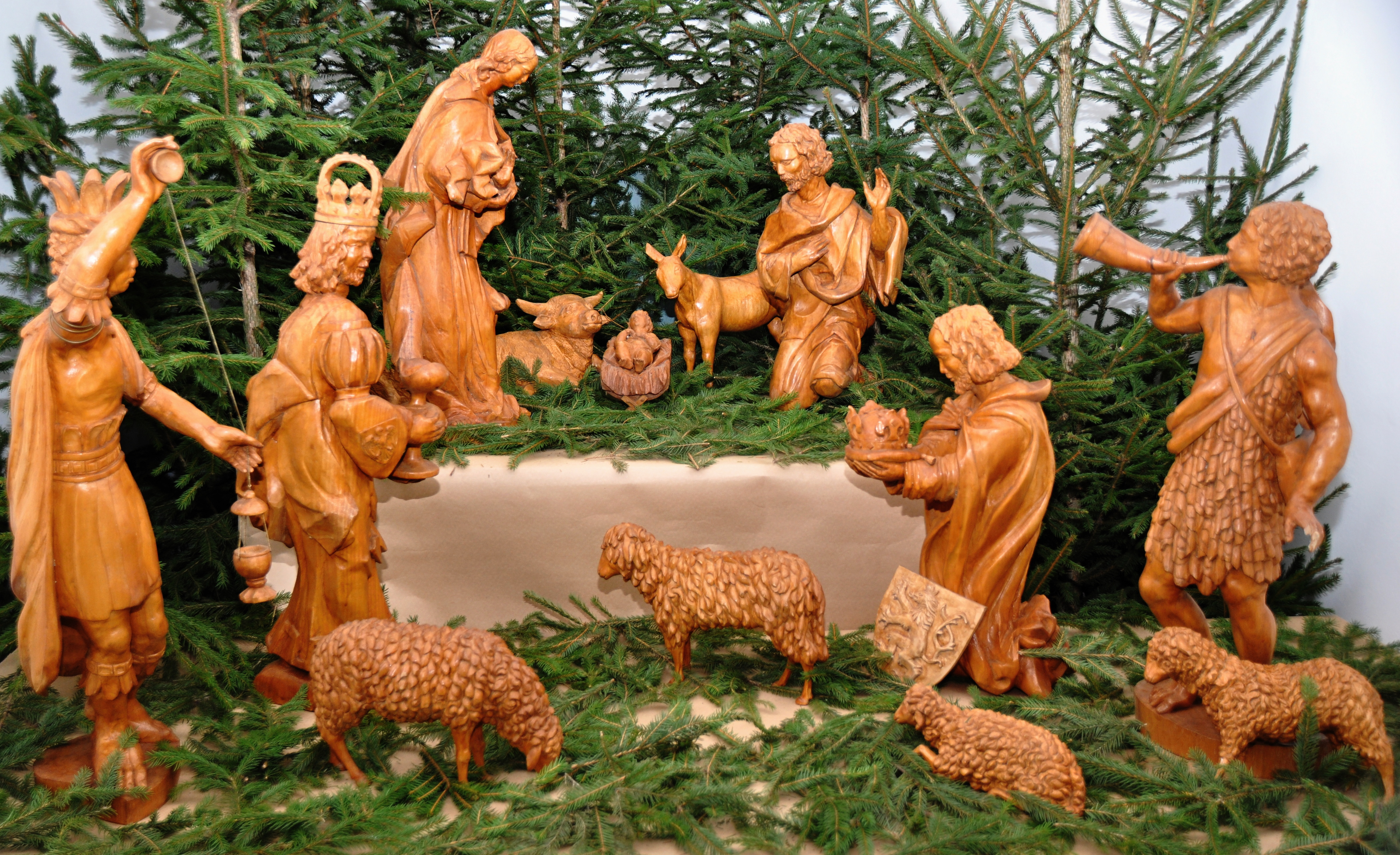
Radův betlém v kostele v Sentářově
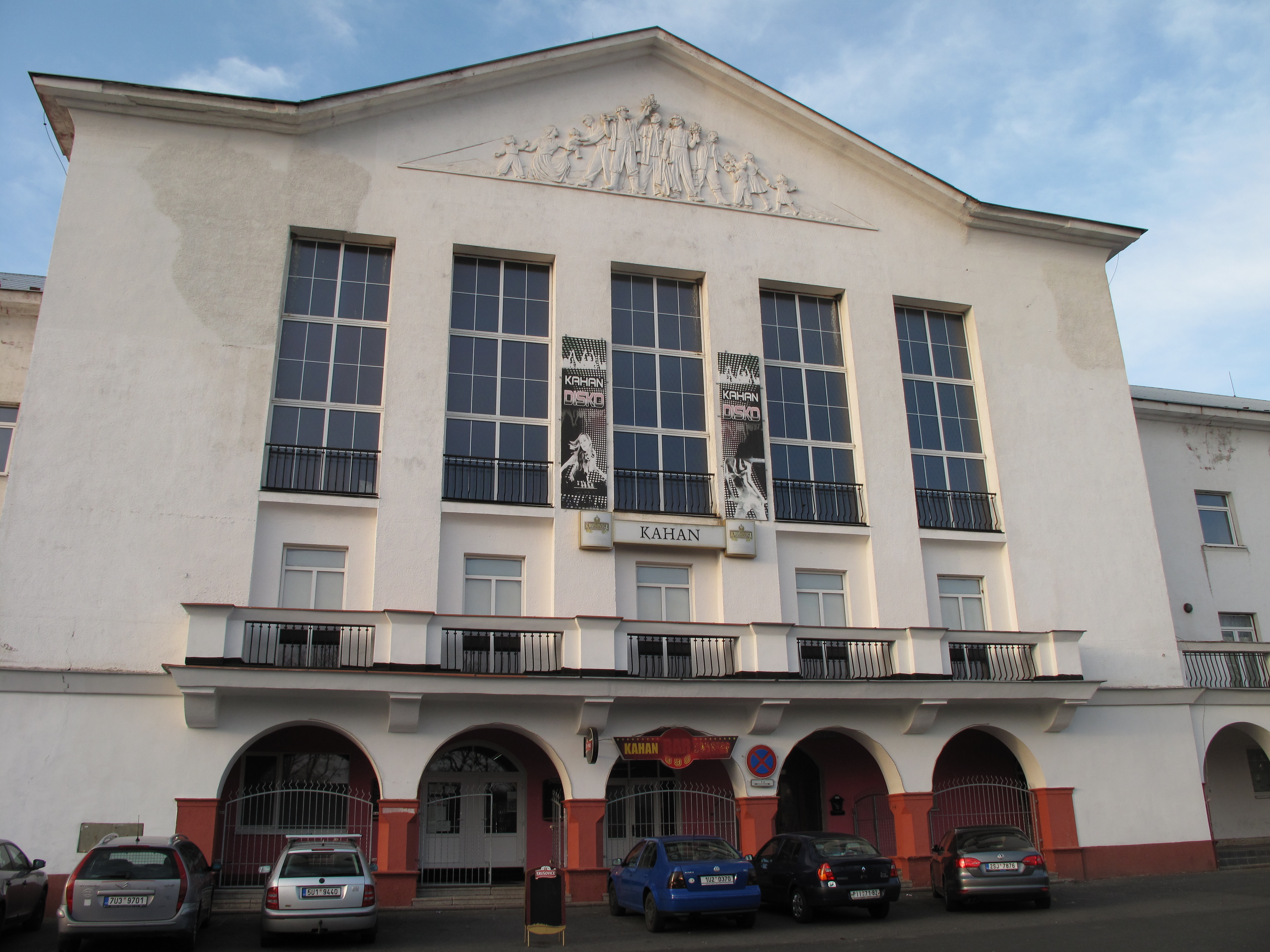
Reliéf na domě Kahan v Meziboří
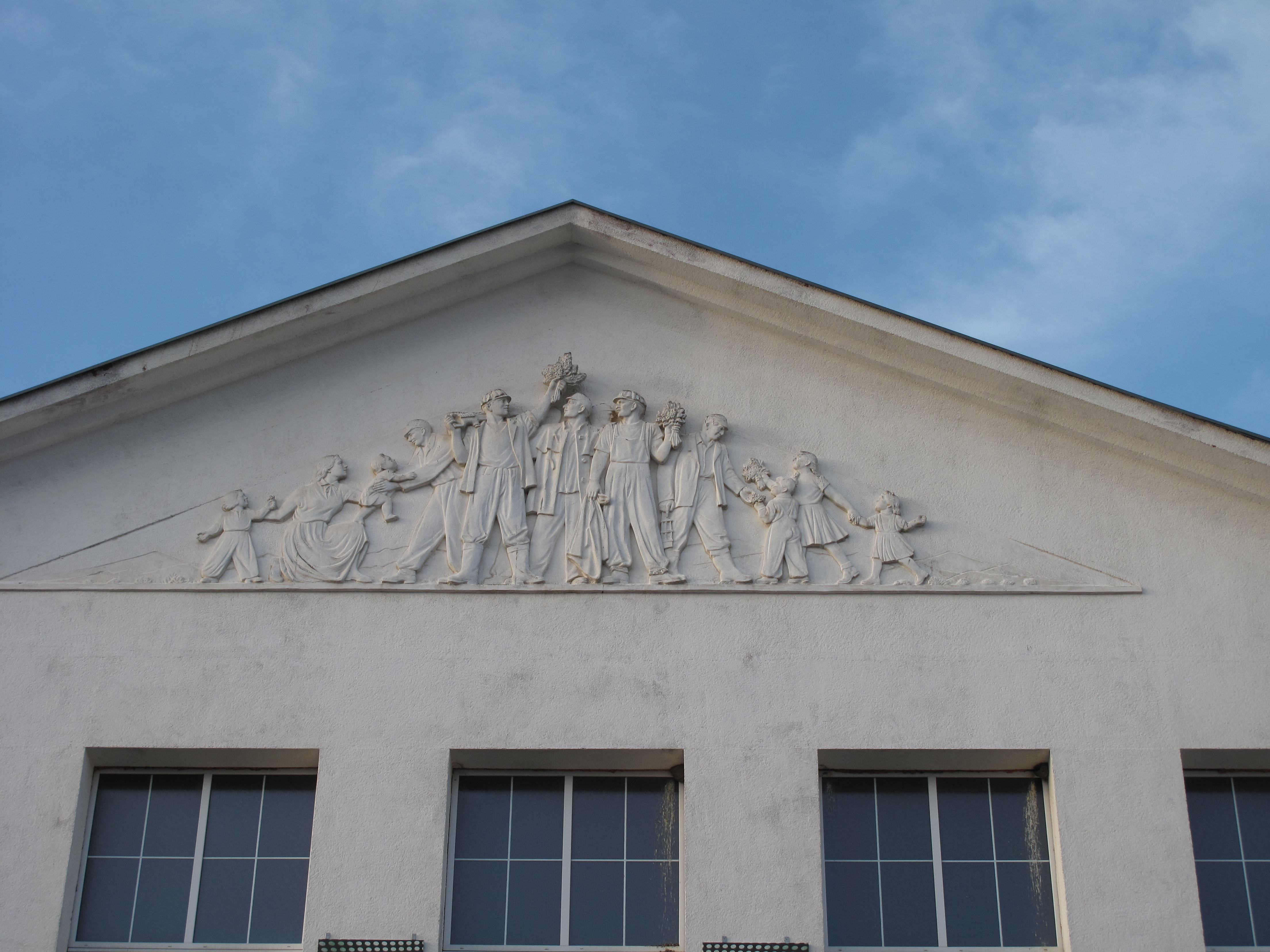
Meziboří
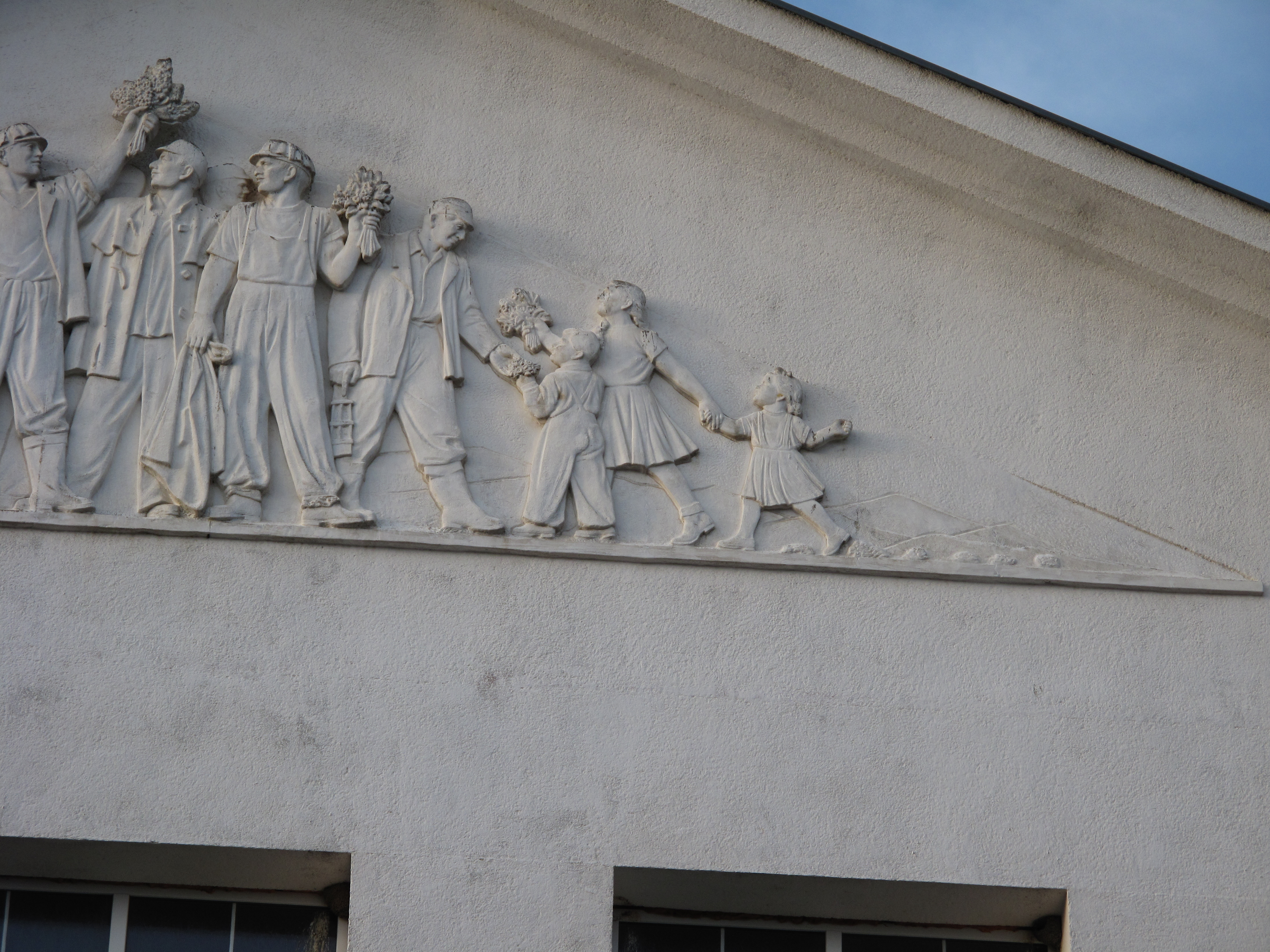
Detail reliéfu v Meziboří